# مارینا لوبیان
مارینا لوبیان (ایتالیایی: Marina Lubian؛ زادهٔ ۱۱ آوریل ۲۰۰۰) بازیکن والیبال زن اهل ایتالیا است.